# ورن، تارن-ا-گارون
ورن، تارن-ا-گارون (به فرانسوی: Varen, Tarn-et-Garonne) یک کامین در فرانسه است که در تارن-ا-گارون واقع شده‌است.

## خصوصیات
ورن ۲۳٫۱۳ کیلومترمربع مساحت و ۷۴۴ نفر جمعیت دارد و ۱۶۰ متر بالاتر از سطح دریا واقع شده‌است.